# 他尼珠单抗
他尼珠单抗（INN：Tanezumab，开发代号：RN624）是一种针对神经生长因子的单克隆抗体，通过不同于传统止痛药的新机制来治疗疼痛。他尼珠单抗由Rinat Neuroscience公司开发，并于2006年被辉瑞收购。
2009年，针对骨关节炎引起的膝盖疼痛进行了一项III期试验。另一项针对骨关节炎髋部疼痛的III期试验于2010年6月停止，当时一些患者需要进行髋关节置换。
他尼珠单抗正在进行II期临床试验，用于治疗各种疼痛实体，包括慢性腰痛、骨癌痛和间质性膀胱炎。
在2012年3月，对于反神经生长因子测试，FDA委员会投票赞成继续开发神经阻断药物，前提是要遵循特定的安全预防措施。
2013年发表的一项III期试验发现，对于疼痛性髋骨关节炎，他尼珠单抗优于安慰剂。
在2019年2月19日，共同开发合作伙伴礼来和辉瑞宣布，使用10毫克坦依唑单抗的治疗达到了主要终点，在16周时相对于安慰剂呈现了统计学上显著的慢性腰背疼痛改善（然而，5毫克组在疼痛方面呈现数值上的改善，但在第16周的分析中未达到统计学显著性与安慰剂相比）。